# Jong Su-hyok
Jong Su-hyok ((정수혁?, 鄭秀赫?); 30 aprile 1987) è un calciatore nordcoreano, centrocampista del Mangyongbong.